# Persoonia coriacea
Persoonia coriacea är en tvåhjärtbladig växtart som beskrevs av Audas & Morris. Persoonia coriacea ingår i släktet Persoonia och familjen Proteaceae. Inga underarter finns listade i Catalogue of Life.